# 南林乡
南林乡，是中华人民共和国海南省保亭黎族苗族自治县下辖的一个乡镇级行政单位。

## 行政区划
南林乡下辖以下地区：
东方村、南林村和罗葵村。